# پادشاه وو ژو
پادشاه وو از ژو (به چینی: 周武王)؛ نخستین پادشاه و بنیانگذار دودمان ژو در چین باستان بود. تاریخ دقیق شروع سلطنت وی مورد اختلاف است، اما عموماً تصور می‌شود که حدود ۱۰۴۶ سال پ. م آغاز شده و سه سال بعد در ۱۰۴۳ پ. م به پایان رسید.
نام اجدادی پادشاه وو، جی (姬) و نام شخصی او، فا (發) بود. او دومین پسر پادشاه ون ژو و ملکه تای‌سی بود. در بیشتر روایت‌ها، برادر بزرگ‌ترش، بو ییکائو پیش از پدرش به دست پادشاه ژو، آخرین پادشاه دودمان شانگ، کشته شده بود. با این حال، براساس کتاب لی‌چی، رسمی در میان طایفه ژو بود که در آن پسر کوچک‌تر می‌توانست از برادر بزرگ‌تر پیشی گیرد. (جیلی، پدربزرگ فا نیز با وجود دو برادر بزرگ‌تر، ژو را به ارث برده بود)
پس از جانشینی، فا با پدرزنش جیانگ زیا برای سرنگونی دودمان شانگ همدست شد. در سال ۱۰۴۸ پ. م، فا از رود زرد به سمت گدار منجین حرکت کرد و با بیش از ۸۰۰ حاکم دیدار کرد. او یک لوح اجدادی به نام پدرش چانگ پادشاه ون ساخت و آن را روی ارابه ای در میان سپاه نهاد. با توجه به زمان نافرخنده، او به شانگ حمله نکرد. در سال ۱۰۴۶ پ. م، پادشاه وو از چند دستگی شانگ استفاده کرد و همراه بسیاری از حاکم‌های همسایه یورش را آغاز نمود. در نبرد مویه نیروهای شانگ نابود شدند و پادشاه ژو شانگ کاخ خود را به آتش کشید و خود نیز در آتش مرد.
پس از پیروزی پادشاه وو - که نامش به معنای " رزمنده " است - او چندین ایالت فئودالی تحت نظر ۱۶ برادر کوچکترش و قبیله‌هایی که از طریق ازدواج با او متحد شدند، تأسیس کرد اما سه سال بعد و پس از مرگ این ایالت‌ها شورش‌های متعددی را علیه جانشین جوانش، پادشاه چنگ و نایب‌السلطنه حاکم ژو برانگیختند. در میان این شورشیان حتی از سه برادر پادشاه وو نیز بودند.
زمانی تصور می‌شد که یک گوردخمه در شهر ژولینگ، شیان‌یانگ، شاآنشی آرامگاه پادشاه وو باشد. در دودمان چینگ سنگ قبری به نام وو نصب شده بود. باستان‌شناسی مدرن به این نتیجه رسیده‌است که این مقبره به اندازه کافی کهن نیست که متعلق به دودمان ژو باشد و به احتمال زیاد متعلق به یک فرد سلطنتی خاندان هان است. مکان واقعی مقبره پادشاه وو ناشناخته است، اما احتمالاً در منطقه شیان‌یانگ-شیان قرار دارد.
وو به همراه امپراتور زرد و یوی یزرگ یکی از قهرمانان بزرگ چین محسوب می‌شود.

## خانواده
- والدین:
  - چانگ (昌)، معروف به پادشاه ون ژو
  - تای شی، از خاندان یوشن از قبیله شی (太姒 姒姓 有莘氏)
- همسران:
  - یی جیانگ، از اصل و نسب 邑姜 姜姓 呂氏 از قبیله جیانگ چی (邑姜 姜姓 呂氏)، دختر اول حاکم بزرگ چی مادر و سونگ و یو
- پسران:
  - شاهزاده سونگ (王子誦؛ ۱۰۶۰–۱۰۲۰ پیش از میلاد)، از ۱۰۴۲–۱۰۲۱ پیش از میلاد با نام پادشاه چنگ ژو فرمانروایی کرد.
  - پسر دوم، به عنوان سلطنت یو (邘) جد نام خانوادگی یو (于)
  - پسر سوم، شاهزاده یو (王子虞)، از سال ۱۰۴۲ پیش از میلاد به عنوان مرزبان تانگ بود.
  - پسری که به عنوان مرزبان یینگ فرمانروایی می‌کرد (應).
  - پسری که به عنوان مرزبان هان فرمانروایی می‌کرد.
- دختران:
  - دختر اول، دا جی (大姬)
    - ازدواج با حاکم هو از چِن (۱۰۷۱–۹۸۶ پیش از میلاد)

  - جوان‌ترین دختر، لان (蘭)
    - ازدواج با حاکم یی از چی (درگذشت ۹۳۳ پیش از میلاد)